# Bupleurum thomsonii
Bupleurum thomsonii är en flockblommig växtart som beskrevs av Charles Baron Clarke. Bupleurum thomsonii ingår i släktet harörter, och familjen flockblommiga växter. Inga underarter finns listade i Catalogue of Life.